# Đức Lập, Lâm Đồng
Đức Lập là một xã thuộc tỉnh  Lâm Đồng, Việt Nam.
Xã Đức Lập được thành lập ngày 16 tháng 6 năm 2025 theo Nghị quyết số 1656/NQ-UBTVQH15  của Ủy ban Thường vụ Quốc hội  trên cơ sở sáp nhập  toàn bộ diện tích tự nhiên, quy mô dân số của thị trấn Đắk Mil, xã Đức Mạnh và xã Đức Minh, huyện Đắk Mil, tỉnh Đắk Nông . Xã này chính thức hoạt động từ ngày 01 tháng 7 năm 2025.